# Огинский, Богдан Матвеевич
Богда́н Матве́евич Оги́нский (пол. Bohdan Matwiejewicz Ogiński; ум. 1625) — общественный, военный и государственный деятель Великого княжества Литовского, полковник, маршалок Трибунала Великого княжества Литовского (1607), подкоморий трокский (с 1580). Один из основателей Виленского православного братства.

## Биография
Представитель княжеского рода Огинских. Сын тиуна виленского Матвея Богдановича Огинского и Екатерины Ивановны, урождённой Юрловой.
В звании полковника Великого княжества Литовского Богдан Огинский командовал войском в ходе Русско-польской войны 1577—1582 годов. Участник взятия в 1579 году Полоцка, который в ходе Ливонской войны с 1563 года пребывал в составе Московского государства. Неоднократно выполнял дипломатические поручения правителей Речи Посполитой. В 1587 и 1612 годах направлялся послом в Москву для ведения мирных переговоров. В ходе польско-шведской войны 1601—1602 годов участвовал в сражениях со шведами.
Был ревностным защитником православия в Великом княжестве Литовском. Занимался строительством монастырей. Положил основание новому Евьескому Успенскому монастырю. Вместе с сыновьями Яном и Александром был сооснователем Петропавловского монастыря в Минске (ныне Собор апостолов Петра и Павла).
Был избран старостой Свято-Троицкого Виленского Православного братства. Руководил работой Виленской духовной типографии. После её закрытия унией в 1610 году организовал типографию Виленского православного братства в своём имении.
Владел поместьями в Евье, Огинтах и Кронах.

## Семья
В браке с Раиной Григорьевной Волович, дочерью воеводы смоленского Г. Б. Воловича, имел четырёх сыновей и четырёх дочерей:
- Александр Огинский (ум. 1667), хорунжий трокский (1626), хорунжий надворный литовский (1636), воевода минский (1645), каштелян трокский (1649)
- Ян Огинский (ум. 1640), дворянин королевский (1613), тиун трокский (1633), каштелян мстиславский (1633)
- Самуил Лев Огинский (ум. 1657) — стольник трокский (1620), королевский ротмистр (1625), королевский дворянин (1635)
- Дмитрий Огинский (ум. 1610), дворянин королевский и староста винницкий
- Анна Огинская, жена подкомория браславского Вильгельма Стеткевича
- Варвара Огинская, жена подкомория виленского Мельхиора Шемета
- Дорота Огинская, жена кухмистра литовского Павла Печиховского
- Аполония Огинская, 1-й муж хорунжий жемайтский Ежи Шемет, 2-й муж Михаил Деспот-Зенович

Богдан Огинский и его жена были похоронены в православной церкви в Кронах (ныне католической).